# Günter de Bruyn

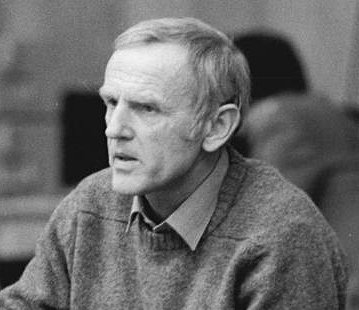
Günter de Bruyn in 1981

Günter Martin de Bruyn (Berlijn, 1 november 1926 - Bad Saarow, 4 oktober 2020) was een Duits schrijver.

## Leven en werk
De Bruyn (zijn achternaam dankte hij aan een Nederlandse voorouder) was de jongste telg uit een gezin met vier kinderen. Van 1943 tot 1945 moest hij als minderjarige soldaat en 'Luftwaffenhelfer' deelnemen aan de Tweede Wereldoorlog. Hij liep daarbij een ernstige hoofdwond op zodat hij geruime tijd niet kon praten. Naar eigen zeggen besloot hij toen schrijver te worden om zich in elk geval te kunnen uiten. Hij herstelde en na ontslag uit Amerikaanse detentie keerde hij terug naar Oost-Berlijn. Hij liet zich tot leraar opleiden en werd later tevens bibliothecaris en bibliotheekwetenschapper. Vanaf 1961 legde De Bruyn zich toe op het schrijverschap. Hij werd lid van het Deutscher Schriftstellerverband (de schrijversbond van de DDR) en zat later in de internationale schrijversorganisatie PEN-club.
De Bruyns werk bestaat voornamelijk uit autobiografisch getinte, realistische romans en novellen, waarin hij zich voorzichtig kritisch uitlaat over het DDR-regime. Verder schreef hij verscheidene literatuurhistorische en geschiedkundige essays en een biografie over de romantische schrijver Jean Paul (Johann Paul Friedrich Richter). In zijn werk is merkbaar dat de mogelijkheid om na de val van de Berlijnse Muur, eind 1989, vrijuit te kunnen schrijven voor De Bruyn bevrijdend werkte. Zijn tweedelige autobiografie Zwischenbilanz (1992) en Vierzig Jahre (1996) is in Nederland verschenen binnen de reeks Privé-Domein onder de titels Verschoven stad en Veertig jaar.
Hij overleed op 93-jarige leeftijd. 

## Eerbewijzen
De Bruyn werd in de DDR diverse malen onderscheiden voor zijn werk, onder meer met de 'Heinrich-Mann-Preis' (1964) en de 'Lion-Feuchtwanger-Preis' (1981). In oktober 1989 weigerde hij de 'Nationalpreis der DDR' vanwege “starheid, intolerantie en dialogisch onvermogen” die hij bij de DDR-regering constateerde. Na 'Die Wende' kreeg hij nog vele andere prijzen, waaronder de 'Thomas-Mann-Preis' (1990), de 'Heinrich-Böll-Preis' van de stad Keulen (1990), de 'Großer Literaturpreis der Bayerischen Akademie der Schönen Künste' (1993), de 'Literaturpreis der Konrad-Adenauer-Stiftung' (1996) en de 'Deutscher Nationalpreis' (2002). Hij kreeg eredoctoraten aan de Albert-Ludwigs-Universität in Freiburg (1991) en de Humboldt Universität in Berlijn (1999).

## Werkenlijst
- Über die Arbeit in Freihandbibliotheken, 1957
- Hochzeit in Weltzow, 1960
- Wiedersehen an der Spree, 1960
- Einführung in die Systematik für allgemeinbildende Bibliotheken, 1961
- Der Hohlweg, 1963
- Sinn und Form, 1963, tweede druk als Buridans Esel, 1968
- Ein schwarzer, abgrundtiefer See, 1963
- Maskeraden, 1966
- Preisverleihung, 1972
- Der Holzweg, 1974
- Tristan und Isolde, 1975
- Geschlechtertausch (anthologie), 1975
- Das Leben des Jean Paul Friedrich Richter, 1975
- Märkische Forschungen, 1978
- Im Querschnitt, 1979
- Babylon, 1980
- Neue Herrlichkeit, 1984
- Lesefreuden, 1986
- Frauendienst, 1986
- Brandenburg, 1991 (met Hauke Dressler)
- Im Spreeland, 1991 (met Erhard Pansegrau)
- Jubelschreie, Trauergesänge, 1991
- Zwischenbilanz. Eine Jugend in Berlin, 1992[1]
- Mein Brandenburg, 1993 (met Barbara Klemm)
- Das erzählte Ich, 1995
- Was ich noch schreiben will, 1995 (met Ingo Hermann)
- Irritation und Verstehen, 1995
- Vierzig Jahre: Ein Lebensbericht, 1996[2]
- Altersbetrachtungen über den alten Fontane, 1999
- Die Finckensteins. Eine Familie im Dienste Preussens, 1999
- Deutsche Zustände, 1999
- Preußens Luise. Vom Entstehen und Vergehen einer Legende, 2001.
- Unzeitgemäßes, 2001
- Unter den Linden, Geschichten um eine Straße, 2003
- Abseits. Liebeserklärung an eine Landschaft, 2006
- Als Poesie gut. Schicksale aus Berlins Kunstepoche 1786 bis 1807, 2006
- Die Zeit der schweren Not: Schicksale aus dem Kulturleben Berlins 1807 bis 1815, 2010
- Gräfin Elisa. Eine Lebens- und Liebesgeschichte, 2012
- Kossenblatt. Das vergessene Königsschloss, 2014
- Die Somnambule oder Des Staatskanzlers Tod, 2015
- Sünder und Heiliger. Das ungewöhnliche Leben des Dichters Zacharias Werner, 2016
- Der Sandpoet. Friedrich Wilhelm August Schmidt, genannt Schmidt von Werneuchen, 2017
- Der neunzigste Geburtstag. Ein ländliches Idyll, 2018